# Sigma Lambda Beta
Sigma Lambda Beta Fraternidad Internacional  Incorporada  (ΣΛΒ) (conocidos como los Betas, Lambda Betas o SLB) ha sido históricamente una hermandad estudiantil latina, basada en los Estados Unidos de América, actualmente la membresía se ha expandido y la fraternidad incluye a miembros de diferentes etnias y culturas. La hermandad fue fundada en 1986, en la Universidad de Iowa, en la Ciudad de Iowa, en el Estado de Iowa. El principal propósito de Sigma Lambda Beta, es promover la cultura latina basada en los valores de justicia, oportunidad, e igualdad. Los cuatro principios clave que sirven como pilares para este propósito son la hermandad, la beca, el servicio comunitario y la conciencia cultural. Después de menos de 30 años, Sigma Lambda Beta se expandió a más de 120 universidades y a 30 estados, desde la costa occidental hasta la costa este de los Estados Unidos. Actualmente, algunos de sus capítulos colegiados, pueden ser encontrados en algunas de las instituciones más grandes. La membresía en la organización está abierta a cualquier   ciudadano varón que cumpla con los requisitos de admisión, independientemente de su religión, raza o nacionalidad.

## Historia
Durante el otoño de 1985, un grupo de hombres junto a Baltazar Mendoza-Madrigal, miembro de Phi Beta Sigma, comenzó a explorar la idea de establecer una fraternidad latina en la Universidad de Iowa, ya que vieron la necesidad de una fraternidad latina en la Universidad de Iowa. Una universidad predominantemente blanca no hispana. Después de mucha planificación, Sigma Lambda Beta fue reconocida y establecida el 4 de abril de 1986. Por ello, este día está reconocido como la fecha oficial de la fundación de la fraternidad internacional Sigma Lambda Beta, en la Universidad de Iowa. Desde su establecimiento, los honores de la organización han sido los principios de hermandad, beca, servicio comunitario, y conciencia cultural.
La fraternidad experimentó un rápido crecimiento en sus primeros años, según el padre fundador Ricardo Zamudio:
 

"Hubo muchos viajes involucrados para ir a otros campus para hablar con hombres que estaban potencialmente interesados y hacer que vinieran a nuestro campus para aprender más sobre nuestra organización. A partir de ahí, poco a poco se hizo más fácil expandirnos a otros campus, ya que nuestra red de miembros disponibles para hablar con grupos en diferentes campus continuó expandiéndose".

A medida que la fraternidad creció, la membresía de Sigma Lambda Beta creció y se expandió más allá de sus orígenes hispanos y latinos, convirtiéndola en una de las organizaciones de letras griegas más diversas de costa a costa. Al reconocer esto, la organización, que era parte de la Asociación Nacional de Organizaciones Fraternales Latinas (NALFO) desde octubre de 2003 hasta marzo de 2010, la fraternidad abandonó esta asociación, debido a su creciente membresía multicultural, su naturaleza regulatoria, y sus criterios de membresía.

## Los padres fundadores
Viniendo de diferentes orígenes y estilos de vida, los dieciocho padres fundadores de Sigma Lambda Beta Fraternidad Internacional Incorporada son:
 
- Baltazar Mendoza-Madrigal
- Mario Buendia
- Thomas Carrasquillo
- Enrique Carbajal
- Manuel Chavvaria
- Jose Fong
- Rodolfo Garza
- Luis Jiménez
- Eric Montes
- Kuy Ou
- Olakunle Oyeyemi
- Ricardo Zamudio
- Jaime Ramirez Kindred
- Olivero Rivera Davila
- Eugenio Soria Carrion
- Juan Jose Rojas-Cardona
- Juan Valdez
- Eugenio Soria

## Filantropía nacional

### Víctor Correa CPR Día de Concienciación
El Dia de Concentración sobre RCP Victor Correa fue creado en honor al hermano Victor "Ziggy" Correa Ortiz, quien murió durante un accidente de ahogamiento donde ninguno de los transeúntes sabía cómo administrar RCP. La fraternidad anima a sus miembros a organizar eventos de formación y concienciación sobre resucitación cardio pulmonar.  

## Eventos nacionales

### BetaCon
Betacon es una convención bienal organizada por Sigma Lambda Beta. Ubicaciones anteriores de la conferencia:
- 1992 - Bloomington, EN
- 1994 - Schaumburg, IL
- 1996 - Schaumburg, IL
- 1998 - Schaumburg, IL
- 2000 - Schaumburg, IL
- 2002 - Washington D. C.
- 2004 - Orlando, FL
- 2006 - Henderson, NV
- 2008 - Dearborn, MI
- 2010 - San Antonio, TX
- 2012 - Tampa Bahía, FL
- 2014 - St. Louis, MO
- 2016 - Dallas, TX
- 2018 - Denver, CO

### Instituto de liderazgo
El Instituto de Liderazgo, que se lleva a cabo cada dos años (alternando con BetaCon), es una conferencia de liderazgo de 3 días donde los hermanos universitarios son guiados a través de un plan de estudios personalizado con el objetivo de mejorar sus habilidades de liderazgo y organización para cumplir mejor con la misión de la fraternidad.

## Fundación de educación
En 2001, los hermanos de la fraternidad formaron la Fundación Educativa Sigma Lambda Beta International Fraternity, Inc. como una organización En 2001, los hermanos de la fraternidad formaron la Fundación Educativa Sigma Lambda Beta International Fraternity, Inc. como una organización 501 (c) 3 exenta de impuestos. El dinero recaudado por la Sigma Lambda Beta Education Foundation se utiliza principalmente con el propósito de financiar programas de desarrollo educativo y de liderazgo para Sigma Lambda Beta International Fraternity, Inc., así como para becas que están disponibles para estudiantes de pregrado y posgrado. exenta de impuestos. El dinero recaudado por la Sigma Lambda Beta Education Foundation se utiliza principalmente con el propósito de financiar programas de desarrollo educativo y de liderazgo para Sigma Lambda Beta International Fraternity, Inc., así como para becas que están disponibles para estudiantes de pregrado y posgrado.